# 静岡市立清水船越小学校
静岡市立清水船越小学校（しずおかしりつ しみずふなこししょうがっこう）は、静岡県静岡市清水区船越3丁目にある公立小学校。

## 沿革
- 1977年（昭和52年）
  - 4月1日 - 創立[1]。
  - 4月4日 - 校舎落成・開校記念式典[1]。
  - 7月 - プール竣工、校章制定[1]。
- 1979年（昭和54年）5月 - 体育館竣工[1]。
- 1980年（昭和55年）3月 - 校旗制定[1]。
- 1983年（昭和58年）2月 - 校歌制定[1]。
- 1986年（昭和61年）5月 - 創立10周年記念事業として「野鳥の森」完成式典を挙行[1]。
- 1996年（平成8年）9月 - 開校20周年大運動会[1]。
- 2003年（平成15年）4月1日 - 静岡市との合併に伴い、「静岡市立清水船越小学校」に改名。

## 通学区域
清水区

| - 今泉 - 有東坂の一部 - 有東坂一丁目・二丁目 - 大坪一丁目・二丁目 - 北矢部 - 木の下町 - 庄福町の一部 | - 船越 - 船越一～三丁目 - 船越町 - 船越東町 - 船越南町 - 船原一丁目・二丁目 - 南矢部の一部 |

## アクセス
- しずてつジャストライン市立病院線 「神田町」停留所から、徒歩10分
- しずてつジャストライン三保草薙線（土日祝日運休） 「船越南」停留所から、徒歩5分

## 著名な出身者
- 大島僚太（プロサッカー選手）
- 奥村光一（プロ野球選手）
- 高田琢登（プロ野球選手）